# Ingleborough Cave
Ingleborough Cave är en grotta i Storbritannien.   Den ligger i grevskapet North Yorkshire och riksdelen England, i den centrala delen av landet, 300 km nordväst om huvudstaden London. Ingleborough Cave ligger 403 meter över havet.
Terrängen runt Ingleborough Cave är lite kuperad.Runt Ingleborough Cave är det ganska glesbefolkat, med 48 invånare per kvadratkilometer. Närmaste större samhälle är Settle, 9,2 km sydost om Ingleborough Cave. Trakten runt Ingleborough Cave består i huvudsak av gräsmarker.